# Задолина
Задолина (укр. Задолина) — село в Забродовской сельской общине Ковельского района Волынской области Украины.
До 2020 года входило в Ратновский район.
Код КОАТУУ — 0724280802. Население по переписи 2001 года составляет 102 человека. Почтовый индекс — 44152. Телефонный код — 3366. Занимает площадь 0,347 км².